# محمد علی کرمانی
محمدعلی کرمانی از سیاستمداران ایرانی بود، که در دوره نخست بعنوان نماینده کرمان در مجلس شورای ملی حضور داشت.